# Drosophila wingei
Drosophila wingei är en tvåvingeart som beskrevs av Cordeiro 1964. Drosophila wingei ingår i släktet Drosophila och familjen daggflugor.
Artens utbredningsområde är Brasilien.